# Smedjebackens kraftstation
Smedjebackens kraftstation är ett vattenkraftverk i Kolbäcksån. Det ligger i tätorten Smedjebacken.
Det nuvarande kraftverket togs i drift år 1994. Området runt kraftverket förnyades, Kvarndammen bildades, en ny cykelbro och en ny bilväg till centrum byggdes. En liten park anlades och den gamla kvarnen bevarades. Kraftstationen har tre turbingeneratorer men kapacitet för fem turbingeneratorer för en eventuell utbyggnad i framtiden. År 2015 byttes styrsystem och turbiner.